# Милко Бјелица
Милко Бјелица (Београд, 4. јун 1984) је српско-црногорски кошаркаш. Игра на позицијама крилног центра и центра.

## Каријера
Бјелица је поникао у екипи Црвене звезде. У најмлађој категорији први тренер био му је Бошко Вукчевић. Пролази све Звездине категорије, а после Вукчевића тренирали су га Ђорђе Томић и Дарко Рајаковић. За први тим црвено-белих је наступао пет сезона, од 2001. до 2006. године. Дебитовао је у сезони 2001/02. код тренера Мирослава-Муте Николића када је као млад и талентован кошаркаш добио прилику на пет утакмица у свим такмичењима у којима је постигао 19 поена. Следеће сезоне је нешто више играо, а у лигашком делу првенства је на шест сусрета убацио 31 поен. Озбиљнију улогу у тиму добио је у сезони 2003/04. у освајању Купа на три меча, које је Звезда добила након продужетака, постигао је 17 поена, док је у УЛЕБ купу у десет утакмица постигао 47 поена. Најбоља сезона у Звезди била му је 2004/05. У Јадранској лиги је у лигашком делу такмичења на 30 мечева имао просек од 7,3 поена, док је укупно у тој сезони забележио 372 поена на чак 57 одиграних утакмица. У сезони 2005/06. наступао је само у Јадранској лиги и УЛЕБ купу, где је у десет сусрета постигао 47 поена.
Каријеру је наставио у немачком Брауншвајгу, за који је наступао у сезони 2006/07. Истакао се у дресу Келна, за који је у УЛЕБ купу 2007/08. бележио 12,5 поена, док је у Немачкој лиги имао просек од 13,2 поена. Тек одласком из Звезде се у потпуности афирмисао и изградио име у европској кошарци. Од 2008. до 2011. године носио је дрес Лијетувос ритаса. Са овим клубом је освојио УЛЕБ куп 2009. године, две титуле и два Купа Литваније 2009. и 2010. године и Балтичку лигу 2010. У освајању УЛЕБ купа бележио је 9,9 поена у 14 мечева, а у шампионату Литваније бележио је 11,9 поена по мечу. Одличне игре пружио је и у Евролиги. У сезони 2009/10. бележио је 11,8 поена у елитном такмичењу, а сезону касније 12,3 поена у 16 сусрета.
Запаженим партијама стигао је и до дреса Кахе Лаборал, за коју је наступао од 2011. до 2013. године. У сезони 2011/12. имао је просек од 10,6 поена у Евролиги, а 2012/13. је био још бољи са 12,8 поена по мечу у најквалитетнијем клупском такмичењу на Старом континенту, да би крајем 2013. године после врло запажених игара на половини сезоне прешао у турски Анадолу Ефес, где је бележио 9,4 поена у Евролиги. Са Ефесом је освојио Куп Турске 2015. и био је учесник турског Ол-стар меча. Из Ефеса у сезони 2015/16. прешао у Дарушафаку. У септембру 2016. потписао је двогодишњи уговор са Црвеном звездом. Био је део састава црвено-белих који је у сезони 2016/17. комплетирао триплу круну освајањем оба национална такмичења и регионалне Јадранске лиге. Дана 17. априла 2018. раскинуо је уговор са Звездом и прешао у Сарагосу 2002 до краја сезоне. Сезону 2018/19. је провео у Јапану где наступа за Алварк Токио код тренера Луке Павићевића. Са Алварком успева да освоји Јапанску лигу. Следеће две сезоне игра за Морнар из Бара, са којим се прве године такмичио у Лиги шампиона а друге у Еврокупу. У септембру 2021. је потписао уговор са катарским клубом Ал Шамал из Дохе. Сезону 2022/23. наставља у Саудијској премијер лиги, у клубу Ал Итихад из Џеде.
Бјелица је био члан репрезентације Црне Горе. Са репрезентацијом је играо на Европским првенствима 2011. у Литванији и 2013. у Словенији као и на Светском првенству 2019. у Кини.

## Приватни живот
Његова рођена сестра Милка је кошаркашица и репрезентативка Црне Горе, док је друга сестра Ана одбојкашица и репрезентативка Србије.

## Успеси

### Клупски
- Црвена звезда:
  - Првенство Србије (1): 2016/17.
  - Јадранска лига (1): 2016/17.
  - Куп Србије (2): 2004, 2017.
- Лијетувос ритас:
  - УЛЕБ Еврокуп (1): 2008/09.
  - Првенство Литваније (2): 2008/09, 2009/10.
  - Куп Литваније (2): 2009, 2010.
  - Балтичка лига (1): 2009.
- Анадолу Ефес:
  - Куп Турске (1): 2015.
- Алварк Токио:
  - Првенство Јапана (1): 2018/19.

### Појединачни
- Учесник Ол-стар утакмице Првенство Литваније (1): 2011.
- Учесник Ол-стар утакмице Првенство Турске (1): 2015.

## Статистика
Напомена: Евролига није једино такмичење у којем је играч учествовао, играо је и у домаћим такмичењима

### Евролига
| Сезона   | Екипа           | ОУ  | СУ | МПУ  | ПШ%  | 3П%  | СБ%  | СПУ | АПУ | УПУ | БПУ | ППУ  | ИПУ  |
| -------- | --------------- | --- | -- | ---- | ---- | ---- | ---- | --- | --- | --- | --- | ---- | ---- |
| 2009–10  | Лијетувос ритас | 10  | 2  | 21.5 | .462 | .154 | .667 | 4.3 | 1.1 | .4  | .2  | 11.8 | 9.0  |
| 2010–11  | Лијетувос ритас | 16  | 10 | 26.1 | .533 | .279 | .727 | 4.7 | 1.4 | .7  | .4  | 12.3 | 12.1 |
| 2011–12  | Басконија       | 8   | 2  | 23.7 | .492 | .294 | .842 | 3.9 | .8  | .8  | .1  | 10.6 | 9.5  |
| 2012–13  | Басконија       | 27  | 19 | 17.3 | .406 | .378 | .750 | 2.7 | 1.2 | .5  | .2  | 5.4  | 5.7  |
| 2013–14  | Басконија       | 8   | 3  | 21.3 | .594 | .353 | .952 | 4.4 | 1.3 | .3  | .4  | 12.8 | 13.8 |
| 2013–14  | Анадолу Ефес    | 14  | 3  | 22.8 | .459 | .270 | .913 | 2.5 | 1.2 | .6  | .1  | 9.4  | 7.5  |
| 2014–15  | Анадолу Ефес    | 28  | 7  | 16.2 | .462 | .415 | .736 | 2.5 | .8  | .2  | .3  | 7.8  | 6.8  |
| 2015–16  | Дарушафака      | 24  | 6  | 19.1 | .434 | .354 | .679 | 3.4 | .8  | .4  | .1  | 7.5  | 7.5  |
| 2016–17  | Црвена звезда   | 30  | 1  | 15.6 | .385 | .193 | .795 | 3.0 | 1.1 | .5  | .3  | 7.4  | 7.5  |
| Каријера | Каријера        | 165 | 53 | 19.1 | .456 | .307 | .759 | 3.2 | 1.1 | .4  | .2  | 8.5  | 8.0  |